# 愛知電力
愛知電力株式会社（あいちでんりょく かぶしきがいしゃ）は、1930年代初頭に存在した愛知県の電力会社である。知多半島を中心とする地域において電気供給にあたった。名古屋鉄道（名鉄）の前身にあたる愛知電気鉄道（愛電）の子会社。
愛知電気鉄道の兼営電気供給事業を母体とする。同事業は1912年（明治45年）に開業し、鉄道沿線地域を中心に供給区域を広げて初期には鉄道事業と並ぶ経営の柱とされた。この兼営事業を大手電力会社東邦電力の出資を得て分離し1930年（昭和5年）に愛知電力は発足する。しかし翌1931年（昭和6年）に東邦電力へ事業譲渡して短期間で消滅した。
本項では、愛知電力だけではなく前史である愛知電気鉄道の兼営事業時代についても詳述する。

## 歴史

### 愛電の電気事業起業
1889年（明治22年）12月、名古屋市において中部地方第一号となる電気事業者名古屋電灯が開業し、愛知県における電気事業の歴史が始まった。電気事業は県内他都市にも波及していき、1894年（明治27年）に豊橋市で豊橋電灯（後の豊橋電気）が、次いで1897年（明治30年）に岡崎市で岡崎電灯が相次いで開業する。以後しばらく3社体制が続くが、1910年代に入ると一宮市の一宮電気など新規事業者が相次いで開業をみた。愛知電気鉄道もこの時期に電気事業へ参入した事業者の一つにあたる。

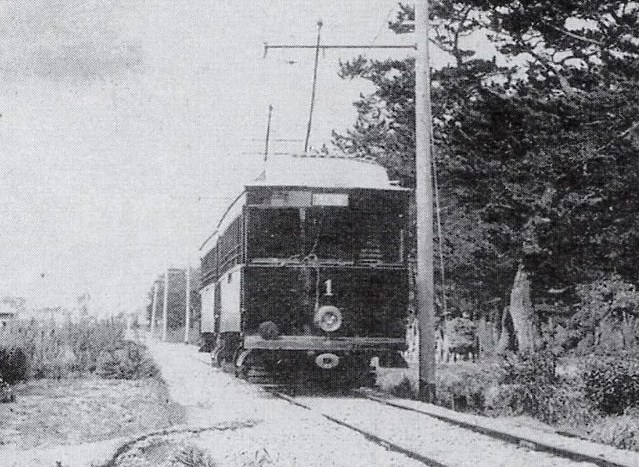
大正時代の愛知電気鉄道

愛知電気鉄道は知多半島西海岸への鉄道敷設を目的に設立された鉄道会社である。1909年（明治42年）9月に鉄道敷設を出願、1910年（明治43年）9月に名古屋市内の熱田と知多郡常滑町（現・常滑市）を結ぶ鉄道敷設免許を得て、1910年11月21日付で会社設立に至った。この段階での会社の事業目的は鉄道事業と土地事業であり、まだ電気供給事業についての規定はない。会社設立後ただちに鉄道敷設準備が進められ、その中で所要電力を当初想定していた自社火力発電ではなく名古屋電灯からの受電でまかなうことが決定され、12月に受電契約が成立した。この時期、名古屋電灯は長良川の長良川発電所や木曽川の八百津発電所といった大型水力発電所の完成を背景に大口需要の開拓に精力的であり、市内電車を運転する名古屋電気鉄道も同年9月に自社火力発電の補給用として受電を契約している。
愛知電気鉄道が発足したころの知多半島（知多郡）では名古屋電灯の勢力がまだ及んでおらず、知多瓦斯（後の知多電気）が東海岸の半田町・成岩町・亀崎町（現・半田市）および武豊町を、先に触れた岡崎電灯が東浦村（現・東浦町）を供給区域とする電気事業の許可をそれぞれ得ていただけであった。従って愛知電気鉄道の鉄道沿線は電気供給事業の空白地帯であり、この隙間を埋めるべく愛知電気鉄道でも参入することとなった。電気供給事業の兼営許可出願は会社設立前の1910年3月8日付でなされ、会社設立半年後の1911年（明治44年）4月1日付でその許可を得た。4月27日には臨時株主総会を開いて電気供給事業兼営を議決し、事業目的に電灯電力供給を加えている。鉄道事業と電気供給事業の兼営は愛知県内では愛知電気鉄道以外の例はないが、近隣では伊勢電気鉄道（三重県）や岩村電気軌道・美濃電気軌道（岐阜県）といった例がある。
愛知電気鉄道の許可当初の供給区域は、知多半島南端の師崎町（現・南知多町）を含む知多郡18町村と愛知郡の2町村である。許可をうけて鉄道敷設工事と並行する形で供給事業関係の設備工事を1911年8月に着工、送電線工事と名和（知多郡上野村、現・東海市）・日長（同郡旭村、現・知多市）両変電所の工事を年内に終えた。また9月からは勧誘員を置いて電灯・電力供給の予約受付を始め、11月末までに電灯3,000灯と相当数の電力供給の申し込みを得た。こうした準備を経て、翌1912年（明治45年）2月11日の紀元節を期して愛知電気鉄道は供給事業を開業した。現在の名鉄常滑線にあたる鉄道路線の開通が旧正月にあたる同年2月18日付であるため、本業の鉄道事業に先立つ開業となった。開業時の点灯区域は鳴海・有松・大高・横須賀・岡田・大野・常滑・西浦の沿線8町。次いで上野・八幡・旭・鬼崎・三和の5村でも点灯し、5月末の段階では電灯数3910灯・動力用電力供給78馬力（58キロワット）を数えた。

### 1910年代の動向

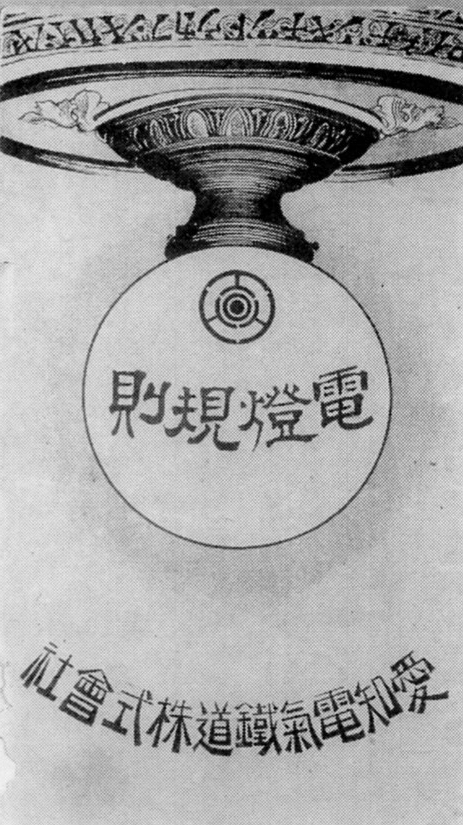
電灯規則の表紙（1912年）

愛知電気鉄道の開業に続き、知多郡では1913年（大正2年）2月より岡崎電灯が東浦村への供給を開始し、翌1914年（大正3年）1月には半田の知多瓦斯も電気事業を開業した。愛知電気鉄道でも点灯区域の拡大に努め、1912年開業の13町村に加えて1913年には名古屋近郊の愛知郡笠寺村と西浦町以南の知多郡小鈴谷村（5月点灯）・野間村（9月点灯）・内海町（同）で供給を開始。次いで1914年には半島東海岸の大府村と富貴村・河和町（両村とも8月点灯）において供給を始めた。
知多郡の北側にあり名古屋市の東郊にあたる愛知郡東側地域において、名古屋電灯は名古屋市域に接する千種町・東山村・御器所村・呼続町（現在の千種区から南区北部にかけての範囲）のみを供給区域としていた。愛知電気鉄道では知多郡に続き愛知郡内の名古屋電灯未進出地域へと進出、鳴海町・笠寺村へ供給したのに続いて1915年（大正4年）には天白村・豊明村での供給を開始する。さらに1916年（大正5年）12月31日より東郷村でも開業した。
知多半島でも引き続き供給範囲を拡大し、1917年（大正6年）1月1日より内海町山海・豊浜町で、1月21日より最南端の師崎町で供給を開始した。また西三河に属する西加茂郡にも進出し、愛知郡東郷村に隣接する三好村にて同年6月8日に開業。追って1918年（大正7年）7月30日よりその北側の西加茂郡保見村での供給を始めている。以上の事業拡大により愛知電気鉄道の電灯電力供給区域は愛知・知多・西加茂の3郡にまたがる計27町村に拡大する。電源は引き続き名古屋電灯からの受電であり、1919年末時点での受電高は鉄道用電力を含め900キロワットであった。
供給成績を見ると、電灯供給は1910年代を通じて一貫して拡大し続け、1914年下期に需要家5,000戸・灯数1万灯に到達、1917年下期に需要家数が1万戸を越え、半期後には灯数も2万灯を突破した。1919年下期末（11月末）時点での電灯需要家数は1万8051戸、灯数は2万9612灯であり、開業当初の1912年5月末時点に比べて需要家数は13.5倍、電灯数は7.6倍という水準である。ただし供給数としては増加の一途ではあるが、1914年ごろの不況期には廃灯する家庭も出現しており、供給区域拡大や電灯の高燭光化（明るい電球への取り替え）で減収を補う状況にあった。同時期の不況の影響は電力供給でより顕著であり、主力の木綿工業縮小などにより電力需要が減少し、1914年下期から3期連続で供給馬力数が前期を下回っている。それでも1916年上期からは持ち直し、1919年11月末時点では193戸の需要家に対し609馬力（454キロワット）を供給している。

### 1920年代の動向

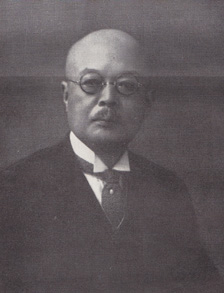
愛知電気鉄道第3代社長藍川清成（1917 - 1935年在任）

1920年代に入ると隣接事業者の名古屋電灯が拡大路線を猛進し始め、短期間で一宮電気・豊橋電気など計6社を合併した上、1921年（大正10年）10月に奈良県の関西水力電気を巻き込んで関西電気へと姿を変える。関西電気発足後も拡大は続き、知多電気（旧・知多瓦斯）を含む周辺事業者9社と九州の九州電灯鉄道を合併して、1922年（大正11年）6月、資本金1億円超の大電力会社東邦電力へと発展した。
名古屋電灯が拡大しつつあった1921年8月、名古屋市も周辺16町村を編入し市域を拡大した。新市域には愛知電気鉄道の供給区域である愛知郡笠寺村も含まれる（南区笠寺町・鳴尾町・星崎町・本星崎町となる）。この旧笠寺村区域については、名古屋市一円を単一事業者の供給区域として供給面での混乱を避ける、という意図から東邦電力で買い取ることとなった。譲渡契約は1924年（大正13年）1月25日付で締結。愛知電気鉄道側では2月26日に事業譲渡を株主総会で可決した。逓信省からの譲渡許可が4月18日付で下り、同年5月1日付で事業引継ぎが完了した。譲渡した電灯数は2363灯、電力供給は54.5馬力で、譲渡代金は10万円であった。
1922年2月、知多郡東浦村の西端にあたる緒川新田での配電工事が完了した。東浦村の追加をもって愛知電気鉄道の供給区域拡張は打ち止めとなった。その一方で鉄道路線は東へと伸ばされ、名古屋と岡崎・豊橋を結ぶ豊橋線（現・名鉄名古屋本線の一部）が1927年（昭和2年）に全線開通をみた。以後、豊橋線が愛知電気鉄道の経営の柱となっていく。創業初期には供給事業収入が鉄道事業収入に匹敵する規模（1914年上期・1915年上期・1917年上期の計3期は供給事業収入の方が大きい）であり、建設費の有利な供給事業の利益によって鉄道事業を補うという事業構造であったが、1927年度以後は鉄道事業収入が供給事業収入の2倍超という規模になっている。
供給区域の拡大は限定的であったものの、電灯・電力供給成績は1920年代を通じて一貫して拡大し続けた。電灯供給では1920年上期に需要家数2万戸・灯数3万灯を突破。旧笠寺村区域を譲渡した1924年上期のみ前期比微減となるが、1925年上期に灯数が6万灯を超え、同年下期に需要家数も3万戸に達した。電力供給は1921年上期に1000馬力に到達、その倍の2000馬力を超えるのは1924年上期で、3年後の1927年上期には4000馬力を超えた。1929年11月末時点での供給成績は、電灯が需要家数3万3721戸・灯数7万9416灯、電力が需要家数1271戸・馬力数4950馬力（3693キロワット）であった。また供給拡大とともに供給設備も拡充されており、名和・日長両変電所に続く配電用変電所として西浦変電所（配電専用・1921年1月設置）と有松変電所（1923年4月設置）が新設されている。

### 愛知電力設立の経緯

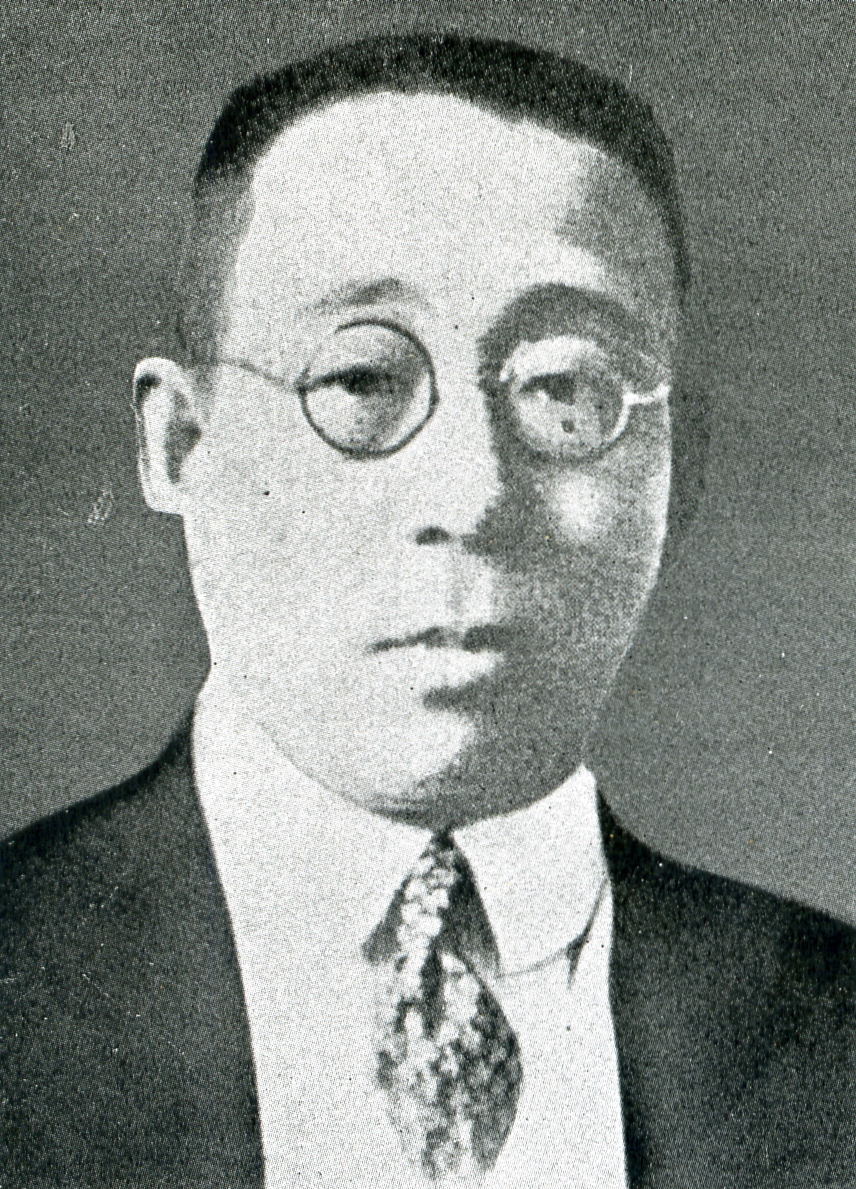
名古屋進出を主導した東京電灯社長若尾璋八

1920年代初頭に発足した東邦電力では発足後まず東京進出を積極化し、傘下に収めた2つの電力会社を統合して1925年（大正14年）に東京電力を設立、東京を地盤とする既存事業者東京電灯との競争を試みた。
東京電力との「電力戦」を戦う東京電灯では、報復として東邦電力の地盤である名古屋への侵入を試み、1926年（大正15年）5月、名古屋市を含む愛知県西部を電力供給区域とする事業許可を逓信省へ出願した。この出願は1927年（昭和2年）4月に却下されるも、政権交代後に再出願した結果同年12月に許可を得た。
東京電灯が名古屋地区で得た供給区域は1構内25馬力以上という供給制限がつく電力供給区域（電灯供給は不可能）であり、愛知県西部と三重県北部にまたがる。この区域には愛知郡全域と知多郡のうち西浦町・武豊町以北の19町村も含まれており、東邦電力区域のみならず愛知電気鉄道の電灯電力供給区域と一部重複するものである。東京電灯の名古屋進出許可が下りた直後、東京電力と東京電灯の間で合併契約が締結され、翌1928年（昭和3年）4月東京電力は東京電灯へ合併され消滅する。こうして東京での「電力戦」は終結したものの、東京電灯は社長若尾璋八の主導で名古屋方面での供給開始に乗り出し、熱田・鳴海・岡田（知多）の3か所に変電所を整備して1929年（昭和4年）12月より3変電所に対する送電を開始した。
東京電灯の名古屋方面供給に際し、主たる目標は愛知電気鉄道区域のうち織布工業の盛んな知多郡岡田町とされた。しかしながら愛知電気鉄道ではこの東京電灯侵入に抵抗する武器を持たなかった。東京電灯が余剰電力処分の目的で低料金での供給を掲げており、自社電源を持たない愛知電気鉄道が料金競争に不利なことは供給開始前の段階から明白であったのである。そこで同社では、1928年末の段階ですでに東邦電力か東京電灯のどちらかに供給事業を売却する動きを始めていたという。東京電灯が事業を引き継いだ場合は名古屋方面に十分な供給区域を確保できる、東邦電力が事業を引き継いだ場合は隣接区域での料金低下に伴って生じるであろう自社管内の値下げ圧力を未然に回避できる、という利点があるとみられた。
1929年6月25日、愛知電気鉄道は株主総会にて電灯電力供給事業を分離し新会社を設立すると決議した。供給事業評価額と同額の資本金350万円（全額払込済み）で新会社を立ち上げ、これに供給事業を買収させるという形式である。最終的に供給事業を東邦電力へと譲渡するという内約があり、新会社株式の一部を東邦電力に持たせることも取り決められた。東邦電力が引き受けた当初の狙いは、事業が東京電灯に買収されるのを防ぐためであった。事業譲渡契約は新会社発起人との間に同年7月5日付で締結。直前で評価額を約70万円増加したことが監督官庁から疑問視され事業譲渡認可が遅れたが、愛知電気鉄道社長藍川清成の説明により了解を得て翌1930年（昭和5年）4月4日付で逓信省より認可を得た。
新会社「愛知電力株式会社」は1930年4月22日、愛知電気鉄道本社内にて創立総会が開かれて発足をみた。愛知電力の代表取締役社長は愛知電気鉄道社長藍川清成が兼任。取締役には神野金之助・鈴木摠兵衛・田中新七（愛知電気鉄道取締役）・高橋正彦・進藤甲兵（東邦電力常務）の5名、監査役には岡谷惣助・瀧定助・松永安左エ門（東邦電力社長）の3名がそれぞれ名を連ねる。発足8日後の4月30日、愛知電力への電灯電力供給事業の譲渡が実行に移された。

### 愛知電力の解散
逓信省の統計によると、愛知電力の発足半年後の1930年9月末時点では電灯数8万2335灯（うち休灯8430灯）・電力供給5349馬力（3990キロワット）を数えたが、翌1931年（昭和6年）9月末時点では電灯数8万1188灯（うち休灯7550灯）・電力供給5262.6馬力（3926キロワット）へとともに減少した。業績低迷は不況による織布業・製陶業などの不振の影響を受けたもので、配当率も年率2.5パーセントと低迷した。なお電源は東邦電力からの受電のみであり、名和・有松両変電所にて計5200キロワットを受電するが、そのうち計700キロワットを名和・日長両変電所にて愛知電気鉄道へと送電している（1930年末時点）。
愛知電力が発足した1930年前後は、東邦電力が電気事業の自主統制（電力統制）に乗り出した時期であり、1930年5月自社の四日市・奈良区域を合同電気（旧・三重合同電気）に吸収させて同社を傘下に収めたほか、8月には自社の豊橋区域と岡崎電灯を統合し傍系会社中部電力を新設、さらに12月には競合する東京電灯名古屋区域の事業も買収していた。愛知電力についても統合対象とされ、愛知電力発足から1年余りしか経っていない1931年5月12日付で事業譲渡契約が成立。29日に東邦電力は株主総会にて愛知電力から電気供給事業その他一切の資産・負債を譲り受ける旨を決議し、愛知電力でも臨時株主総会を開き東邦電力へと事業一切を譲渡した上で会社を解散すると決議した。譲渡価格は351万5684円90銭である。
愛知電力から東邦電力への事業譲渡は1931年10月30日付で逓信省より認可があり、3日後の11月2日付で事業引継ぎが行われた。登記によると愛知電力の解散は1年半後の1933年（昭和8年）4月25日付であり、同年11月15日付で清算業務を結了した。
愛知電力解散から2年後の1935年（昭和10年）、愛知電気鉄道と名岐鉄道（名古屋電気鉄道の後身）が合併し名古屋鉄道（名鉄）が発足する。同社では名岐鉄道に合流した旧美濃電気軌道に由来する岐阜県各務原地区の電気供給事業を兼営したが、1937年（昭和12年）4月、これも東邦電力へと統合された。

## 年表
- 1910年（明治43年）
  - 11月21日 - 愛知電気鉄道株式会社設立[7]。
- 1911年（明治44年）
  - 4月1日 - 愛知電気鉄道、兼営電気供給事業の事業許可を取得[10]。
  - 4月27日 - 株主総会にて電気供給事業兼営を決議[10]。
- 1912年（明治45年）
  - 2月11日 - 電気供給事業を開業。最初の供給区域は常滑など計8町[9]。
  - 2月18日 - 鉄道事業（現・名鉄常滑線）開業[9]。
- 1917年（大正6年）
  - 1月21日 - 知多半島最南端の師崎町にて供給開始[22]。
- 1918年（大正7年）
  - 7月30日 - 西加茂郡保見村での供給開始[22]。供給区域は計27町村となる[9]。
- 1924年（大正13年）
  - 2月26日 - 旧笠寺村域における供給事業の東邦電力への譲渡を決議[29]
  - 5月1日 - 東邦電力に対する旧笠寺村域の譲渡完了[29]。
- 1929年（昭和4年）
  - 6月25日 - 愛知電気鉄道は供給事業分離による新会社設立を決議[40]。
  - 7月5日 - 愛知電気鉄道と新会社発起人の間に事業譲渡契約締結[43]。
- 1930年（昭和5年）
  - 4月22日 - 愛知電力株式会社設立。資本金350万円、名古屋市南区熱田東町字神宮坂34番地[1]。
  - 4月30日 - 愛知電気鉄道から愛知電力への供給事業の譲渡完了[45]。
- 1931年（昭和6年）
  - 5月29日 - 愛知電力、東邦電力への事業譲渡と会社解散を決議[52]。
  - 10月30日 - 逓信省より事業譲渡認可[51]。
  - 11月2日 - 愛知電力から東邦電力への事業譲渡完了[28]。
- 1933年（昭和8年）
  - 4月25日 - 愛知電力解散[2]。
- 1935年（昭和10年）
  - 8月1日 - 愛知電気鉄道と名岐鉄道が合併し名古屋鉄道（名鉄）成立。

## 供給区域一覧
1931年時点における愛知電力の供給区域は以下の愛知県下3郡27町村であった。
- 愛知郡（1町3村）：
  - 鳴海町・天白村（現・名古屋市）
  - 豊明村（現・豊明市）
  - 東郷村（現・東郷町）
- 西加茂郡（2村）：
  - 三好村（現・みよし市）
  - 保見村（現・豊田市）
- 知多郡（13町8村）：
  - 有松町・大高町（現・名古屋市）
  - 大府町（現・大府市）
  - 東浦村の一部（現・東浦町）
  - 上野村・横須賀町（現・東海市）
  - 八幡町・岡田町・旭村（現・知多市）
  - 大野町・三和村・鬼崎村・常滑町・西浦町（現・常滑市）、小鈴谷村（現・常滑市・美浜町）
  - 富貴村（現・武豊町）
  - 河和町・野間村（現・美浜町）
  - 内海町・豊浜町・師崎町（現・南知多町）

町村別の詳細が判明する愛知電気鉄道からの事業継承時（1930年4月30日時点）で、供給区域27町村の中で電灯数が最も多いのは常滑町（6618灯）であった。ただし全体（8万448灯）の8パーセントを占めるに過ぎない。常滑町以下は八幡町（5783灯）・鳴海町（5528灯）・横須賀町（5016灯）・大府町（4307灯）と続く。電力供給は東浦村以外の26町村で行われており、町村別では岡田町（1212馬力）と常滑町（863馬力）に多く、これだけで全体（計5176馬力）の40パーセントを占める。用途別では織布用（2474馬力）・製陶用（1047馬力）が主力である。